# Animal Law Review
Az Animal Law Review a Lewis és Clark Főiskola Jogi Intézetének évente kétszer megjelenő állatjogi folyóirata. Az 1994-ben alapított sajtótermék az első, amely az állatok jogaival foglalkozik.
Szerzői között van Jane Goodall és Laurence H. Tribe is.

## Kiadás
Az évente kétszer megjelenő, teljes egészében a hallgatók által szerkesztett folyóirat az állatok jogaival kapcsolatos témákkal foglalkozik. Az évente kiadott Legislative Review az állatjogokkal kapcsolatos szövetségi és állami változásokkal foglalkozik.

## Szerkesztők
A folyóirat szerkesztőit három módon választhatják ki: az első tanévben elért érdemjegyeik, a nyaranta szervezett anonim íróverseny, vagy az első szemeszter végén tartott forrás- és tényellenőrző vetélkedő. Ez utóbbi a leggyakoribb kiválasztási mód: a versenyt követő félévben a hallgatók önkéntes tényellenőrzőként vehetnek részt a munkában, majd a legjobbak a második tanévtől a folyóirat teljes jogú munkatársai lesznek.

## Fordítás
- Ez a szócikk részben vagy egészben  az   Animal Law Review című angol Wikipédia-szócikk ezen változatának fordításán alapul.  Az eredeti cikk szerkesztőit annak laptörténete sorolja fel. Ez a jelzés csupán a megfogalmazás eredetét és a szerzői jogokat jelzi, nem szolgál a cikkben szereplő információk forrásmegjelöléseként.